# Bury a Friend
«Bury a Friend» (стилизовано как bury a friend; c англ. — «похоронить друга») — песня американской певицы Билли Айлиш, вышедшая 30 января 2019 года в качестве 3-го сингла с дебютного студийного альбома When We All Fall Asleep, Where Do We Go? (2019).

## История
Айлиш считает, что трек «Bury a Friend» стал источником вдохновения для всего альбома, заявив, что «весь альбом созрел» в её голове, когда песня была создана, и добавила, что она «сразу поняла, о чём идет речь, и то что визуальные эффекты должны были быть».

## Музыка
«Bury a Friend» в обзорах прессы описывается как трек в котором сочетаются синти-поп, электроника и электропоп. Сьюзи Экспозито из Rolling Stone назвала его «готическим R&B», напоминающим Antichrist Superstar группы Marilyn Manson (1996). Песня умеренно быстрая, 120 ударов в минуту, и написана в тональности соль минор.

## Релиз
29 января 2019 года Билли Айлиш официально анонсировала выход дебютного альбома под названием When We All Fall Asleep, Where Do We Go? и также подтвердила, что релиз нового сингла пройдёт на следующий день, в тот же день вышел 16-секундный тизер. Релиз сингла прошёл в назначенное время с премьерой на шоу Zane Lowe на интернет-радиостанции Beats 1. Билли также появилась на шоу Annie Mac «Future Sounds» на канале BBC Radio 1 и приняла участие в обсуждении трека, который ведущая назвала «самой горячей записью» дня. На альтернативном радио был релиз 19 февраля 2019 года.

## Отзывы
Композиция, в целом, была одобрительно встречена музыкальными экспертами и обозревателями. Consequence of Sound назвал «Bury a Friend» лучшей песней недели, назвав её «идеальным сочетанием страха и успокоения». Томас Смит из журнала NME похвалил её как «песню-заявление артиста, который в настоящее время разрывает свод правил о том, чего хотят молодые фанаты от своих поп-звезд», и далее заявил, что «Билли смотрит внутрь и озвучивает неопределенности и сомнения нового поколения, готового оставить свой след». Позже он назвал трек Билли Айлиш лучшим и сравнил его с песней «Royals» певицы Lorde из 2013 года. DIY описал трек как «опьяняющий и интригующий». Хлоя Гилк из издания Uproxx назвала «Bury a Friend» лучшим синглом Билли Айлиш, и заявила, что это «доказывает, что миллионы молодых людей, одержимых её атмосферной и странной популярностью, знают, о чём говорят». The Music Network назвал трек «дьявольским шедевром» и добавил, что «песня тревожит … но в этом есть что-то спокойное и вдумчивое».

## Музыкальное видео
Музыкальное видео поставил режиссёр Michael Chaves.
Релиз прошёл 30 января 2019 года на аккаунте Айлиш на YouTube.
Британский рэпер Крукс (Crooks) появляется на треке и в музыкальном видео. Айлиш нашла этого музыканта в социальных медиа; Крукс неоднократно отмечал свои фотографии надписью «Где Билли?» в комментариях на её Инстаграме, побуждающие певицу задуматься «Кто этот парень?» Она решила познакомиться с ним и нашла его «супер смешным и … довольно симпатичным», и вскоре они стали лучшими друзьями.

## Коммерческий успех
«Bury a Friend» дебютировал на 74-м месте в американском хит-параде Billboard Hot 100 с тиражом 29,1 млн стримов и 18,000 загрузок в первую неделю, затем поднявшись до 14-го места, что стало лучшим достижением Айлиш в карьере в США. В Великобритании песня дебютировала на седьмом месте, став первым синглом певицы в десятке лучших и дебютировала на 2-м месте в Ирландии с тиражом 2,000 комбинированных продаж, уступив только хиту «7 Rings» в исполнении Арианы Гранде.

## Выступления
30 июня 2019 года Билли спела свой хит на рок-фестивале во время её выступления на рок-фестивале Glastonbury Festival 2019, прошедшем в Pilton, Somerset (Великобритания).

## Творческая группа
Сведения взяты c сервиса Tidal.
- Билли Айлиш — вокал, автор песни
- Финниас О’Коннелл — продюсер, автор песни
- Роб Кинельски — сведе́ние
- Джон Гринхэм — мастеринг

## Чарты
| Чарт (2019)                                | Высшая позиция |
| ------------------------------------------ | -------------- |
| Аргентина (Argentina Hot 100)              | 85             |
| Австралия (ARIA)                           | 3              |
| Австрия (Ö3 Austria Top 40)                | 6              |
| Бельгия/Фландрия (Ultratop 50)             | 13             |
| Бельгия/Валлония (Ultratop 50)             | 42             |
| Канада (Billboard Canadian Hot 100)        | 10             |
| Чехия (Singles Digitál Top 100)            | 3              |
| Дания (Tracklisten)                        | 8              |
| Финляндия (Suomen virallinen lista)        | 4              |
| Франция (SNEP)                             | 82             |
| Германия (GfK)                             | 14             |
| Венгрия (Single Top 40)                    | 10             |
| Венгрия (Stream Top 40)                    | 2              |
| Ирландия (IRMA)                            | 2              |
| Италия (FIMI)                              | 27             |
| Япония (Billboard Japan Hot 100)           | 46             |
| Латвия (LAIPA)                             | 1              |
| Литва (AGATA)                              | 2              |
| Малайзия (RIM)                             | 12             |
| Мексика (Billboard)                        | 2              |
| Нидерланды (Dutch Top 40)                  | 29             |
| Нидерланды (Single Top 100)                | 10             |
| Новая Зеландия (Recorded Music NZ)         | 2              |
| Норвегия (VG-lista)                        | 2              |
| Португалия (AFP)                           | 8              |
| Шотландия (OCC Scotland)                   | 18             |
| Сингапур (RIAS)                            | 10             |
| Словакия (Singles Digitál Top 100)         | 2              |
| Республика Корея (Gaon)                    | 188            |
| Испания (PROMUSICAE)                       | 26             |
| Швеция (Sverigetopplistan)                 | 1              |
| Швейцария (Schweizer Hitparade)            | 10             |
| Великобритания (OCC UK Singles)            | 6              |
| США (Billboard Hot 100)                    | 14             |
| США (Billboard Rock & Alternative Airplay) | 5              |
| США (Rolling Stone Top 100)                | 56             |

| Чарт (2019)                              | Позиция |
| ---------------------------------------- | ------- |
| Австралия (ARIA)                         | 26      |
| Австрия (Ö3 Austria Top 40)              | 56      |
| Бельгия (Ultratop Flanders)              | 53      |
| Канада (Canadian Hot 100)                | 41      |
| Дания (Tracklisten)                      | 36      |
| Ирландия (IRMA)                          | 27      |
| Латвия (LAIPA)                           | 17      |
| Нидерланды (Single Top 100)              | 90      |
| Новая Зеландия (Recorded Music NZ)       | 24      |
| Португалия (AFP)                         | 66      |
| Швеция (Sverigetopplistan)               | 24      |
| Швейцария (Schweizer Hitparade)          | 70      |
| Великобритания (Official Charts Company) | 36      |
| США (Billboard Hot 100)                  | 73      |
| США (Rock Airplay Billboard)             | 26      |
| США (Rolling Stone Top 100)              | 33      |

## Сертификации
| Регион | Сертификация  | Продажи   |
| --- | ------------- | --------- |
| Австралия (ARIA) | 2× Платиновый | 140 000   |
| Австрия (IFPI Austria) | Платиновый    | 30 000    |
| Бельгия (BEA) | Платиновый    | 40 000    |
| Канада (Music Canada) | 3× Платиновый | 240 000   |
| Дания (IFPI Danmark) | Платиновый    | 90 000    |
| Франция (SNEP) | Золотой       | 100 000   |
| Германия (BVMI) | Золотой       | 200 000   |
| Италия (FIMI) | Платиновый    | 50 000    |
| Мексика (AMPROFON) | 3× Платиновый | 180 000   |
| Новая Зеландия (RMNZ) | Платиновый    | 30 000    |
| Норвегия (IFPI Norway) | Платиновый    | 20 000*   |
| Польша (ZPAV) | 2× Платиновый | 40 000    |
| Португалия (AFP) | Золотой       | 10,000    |
| Испания (PROMUSICAE) | Золотой       | 20 000    |
| Великобритания (BPI) | Платиновый    | 600 000   |
| США (RIAA) | 3× Платиновый | 3 000 000 |
| * Данные о продажах приведены только на основе сертификации. · ^ Данные о тиражах приведены только на основе сертификации. · Данные о продажах + прослушиваниях приведены только на основе сертификации. |               |           |